# Tracks (álbum)
Tracks es una caja recopilatoria del músico estadounidense Bruce Springsteen, publicada por la compañía discográfica Columbia Records en noviembre de 1998. La caja, formada por cuatro discos y 66 canciones, incluye material inédito hasta la fecha y grabado durante las sesiones de grabación de sus anteriores trabajos, así como caras B de sencillos, demos y versiones alternativas de material previamente publicado.

## Historia
Springsteen figura en la lista de artistas con mayor material sin editar y con mayor número de bootlegs en la calle con material inédito. El box set incluye numerosas canciones nunca editadas antes en ningún disco, así como tomas de otras canciones más conocidas.
El álbum sigue un recorrido cronológico, comenzando por la audición que Springsteen desarrolló para John Hammond, el productor que descubrió a Bob Dylan, entre otros talentos, e incluye numeroso material inédito y caras B de singles.
El box set sería posteriormente condensado en un único álbum titulado 18 Tracks.
Algunos de los temas inéditos harían su aparición en los escenarios de la gira de reunión de Springsteen con la E Street Band entre 1999 y 2000. Entre estas canciones, figuran "My Love Will Not Let You Down", "I Wanna Be With You" y "Where the Bands Are".

## Lista de canciones
Todas las canciones escritas y compuestas por Bruce Springsteen. 
| Disco uno |                                       |                                                |          |  |
| N.º       | Título                                | Grabación                                      | Duración |  |
| 1.        | «Mary Queen of Arkansas»              | CBS Studios, Nueva York, 03/05/1972            | 4:30     |  |
| 2.        | «It's Hard to Be a Saint in the City» | CBS Studios, Nueva York, 03/05/1972            | 2:57     |  |
| 3.        | «Growin' Up»                          | CBS Studios, Nueva York, 03/05/1972            | 2:42     |  |
| 4.        | «Does This Bus Stop at 82nd Street?»  | CBS Studios, Nueva York, 03/05/1972            | 2:05     |  |
| 5.        | «Bishop Dances» (Directo)             | Kansas, 18/02/1972                             | 4:23     |  |
| 6.        | «Santa Ana»                           | 914 Sound Recording, 28/06/1973                | 4:39     |  |
| 7.        | «Seaside Bar Song»                    | 914 Sound Recording, 28/06/1973                | 3:36     |  |
| 8.        | «Zero and Blind Terry»                | 914 Sound Recording, 28/06/1973                | 5:59     |  |
| 9.        | «Linda Let Me Be the One»             | Recording Plant Studio, Nueva York, 28/06/1975 | 4:29     |  |
| 10.       | «Thundercrack»                        | 914 Sound Recording, 28/06/1973                | 8:30     |  |
| 11.       | «Rendezvous»                          | Recording Plant, Nueva York, 10/11/1977        | 2:53     |  |
| 12.       | «Give the Girl a Kiss»                | Recording Plant, Nueva York, 27/10/1977        | 3:54     |  |
| 13.       | «Iceman»                              |                                                | 3:20     |  |
| 14.       | «Bring on the Night»                  | Power Station, 13/06/1979                      | 2:42     |  |
| 15.       | «So Young and in Love»                | Recording Plant, Nueva York, 06/01/1978        | 3:51     |  |
| 16.       | «Hearts of Stone»                     | Recording Plant, Nueva York, 14/10/1977        | 4:33     |  |
| 17.       | «Don't Look Back»                     | Recording Plant, Nueva York, 02/07/1977        | 3:00     |  |

| Disco dos |                                   |                                |          |  |
| N.º       | Título                            | Grabación                      | Duración |  |
| 1.        | «Restless Nights»                 | Power Station, 11/04/1980      | 3:49     |  |
| 2.        | «A Good Man Is Hard to Find»      | Power Station, 05/05/1982      | 3:19     |  |
| 3.        | «Roulette»                        | Power Station, 03/04/1979      | 3:57     |  |
| 4.        | «Dollhouse»                       | Power Station, 21/08/1979      | 3:36     |  |
| 5.        | «Where the Bands Are»             | Power Station, 09/10/1979      | 3:47     |  |
| 6.        | «Loose Ends»                      | Power Station, 18/07/1979      | 4:05     |  |
| 7.        | «Living on the Edge of the World» | Power Station, 07/12/1979      | 4:21     |  |
| 8.        | «Wages of Sin»                    | Power Station, 12/05/1982      | 4:56     |  |
| 9.        | «Take 'Em as They Come»           | Power Station, 10/04/1980      | 4:32     |  |
| 10.       | «Be True»                         | Power Station, 21/07/1979      | 3:43     |  |
| 11.       | «Ricky Wants a Man of Her Own»    | Power Station, 16/07/1977      | 2:49     |  |
| 12.       | «I Wanna Be With You»             | Power Station, 31/05/1979      | 3:25     |  |
| 13.       | «Mary Lou»                        | Power Station, 30/05/1979      | 3:24     |  |
| 14.       | «Stolen Car»                      | Power Station, 26/07/1979      | 4:33     |  |
| 15.       | «Born in the U.S.A.»              | Thrill Hill Recording, 01/1982 | 3:13     |  |
| 16.       | «Johnny Bye-Bye»                  | Thrill Hill Recording, 01/1983 | 1:54     |  |
| 17.       | «Shut Out the Light»              | Thrill Hill Recording, 01/1983 | 3:51     |  |

| Disco tres |                                   |                                   |          |  |
| N.º        | Título                            | Grabación                         | Duración |  |
| 1.         | «Cynthia»                         | The Hit Factory, 10/04/1983       | 4:!7     |  |
| 2.         | «My Love Will Not Let You Down»   | The Hit Factory, 05/05/1982       | 4:28     |  |
| 3.         | «This Hard Land»                  | The Hit Factory, 11/05/1983       | 4:52     |  |
| 4.         | «Frankie»                         | Power Station, 14/05/1982         | 7:26     |  |
| 5.         | «TV Movie»                        | The Hit Factory, 10/06/1983       | 2:48     |  |
| 6.         | «Stand On It»                     | The Hit Factory, 16/06/1983       | 3:09     |  |
| 7.         | «Lion's Den»                      | Power Station, 25/01/1982         | 2:21     |  |
| 8.         | «Car Wash»                        | The Hit Factory, 31/05/1983       | 2:10     |  |
| 9.         | «Rockaway the Days»               | The Hit Factory, 03/02/1984       | 4:45     |  |
| 10.        | «Brothers Under the Bridges»      | The Hit Factory, 04/09/1983       | 5:10     |  |
| 11.        | «Man at the Top»                  | The Hit Factory, 12/01/1984       | 3:26     |  |
| 12.        | «Pink Cadillac»                   | The Hit Factory, 31/05/1983       | 3:38     |  |
| 13.        | «Two for the Road»                | Thrill Hill Recording, 02/1987    | 2:02     |  |
| 14.        | «Janey Don't You Lose Your Heart» | The Hit Factory, 16/06/1983       | 3:29     |  |
| 15.        | «When You Need Me»                | Thrill Hill Recording, 20/01/1987 | 2:59     |  |
| 16.        | «The Wish»                        | Thrill Hill Recording, 22/02/1987 | 5:20     |  |
| 17.        | «The Honeymooners»                | Thrill Hill Recording, 22/02/1987 | 2:09     |  |
| 18.        | «Lucky Man»                       | Thrill Hill Recording, 04/04/1987 | 3:30     |  |

| disco cuatro |                             |                                           |          |  |
| N.º          | Título                      | Grabación                                 | Duración |  |
| 1.           | «Leavin' Train»             | Oceanway Studios, Los Ángeles, 27/02/1990 | 4:09     |  |
| 2.           | «Seven Angels»              | Oceanway Studios, Los Ángeles, 29/06/1990 | 3:30     |  |
| 3.           | «Gave It a Name»            | Thrill Hill Recording, 24/08/1998         | 2:53     |  |
| 4.           | «Sad Eyes»                  | Soundworks West, Los Ángeles, 25/01/1990  | 3:52     |  |
| 5.           | «My Lover Man»              | Soundworks West, Los Ángeles, 04/12/1990  | 4:01     |  |
| 6.           | «Over the Rise»             | Soundworks West, Los Ángeles, 07/12/1990  | 2:42     |  |
| 7.           | «When the Lights Go Out»    | The Record Plant, Los Ángeles, 06/12/1990 | 3:09     |  |
| 8.           | «Loose Change»              | The Record Plant, Los Ángeles, 30/01/1991 | 4:24     |  |
| 9.           | «Trouble in Paradise»       | Soundworks West, Los Ángeles, 01/12/1989  | 4:45     |  |
| 10.          | «Happy»                     | A&M Studios, Los Ángeles, 18/12/1992      | 4:56     |  |
| 11.          | «Part Man, Part Monkey»     | Soundworks West, Los Ángeles, 01/1989     | 4:33     |  |
| 12.          | «Goin' Cali»                | A&M Studios, Los Ángeles, 29/01/1991      | 3:06     |  |
| 13.          | «Back in Your Arms»         | The Hit Factory, 12/01/1995               | 4:44     |  |
| 14.          | «Brothers Under the Bridge» | Thrill Hill Recording, 22/05/1995         | 4:55     |  |

## Posición en listas
| Año  | País           | Lista                       | Posición |
| ---- | -------------- | --------------------------- | -------- |
| 1998 | Alemania       | Media Control Albums Charts | 63       |
| 1998 | Australia      | ARIA Albums Charts          | 97       |
| 1998 | Estados Unidos | Billboard 200               | 27       |
| 1998 | Noruega        | VG-lista Albums Chart       | 4        |
| 1998 | Países Bajos   | Mega Album Top 100          | 36       |
| 1998 | Reino Unido    | UK Album Chart              | 50       |
| 1998 | Suecia         | Albums Top 60               | 11       |